# 松平吉透
松平 吉透（まつだいら よしとお）は、江戸時代前期から中期の大名。出雲国松江新田藩主、のち松江藩4代藩主。官位は従四位下・出羽守、侍従。雲州松平家4代。

## 生涯
寛文8年（1668年）7月16日、2代藩主・松平綱隆の五男として誕生した。元服の際には、兄で3代藩主となった綱近から偏諱を与えられて近憲（ちかのり）と名乗る。また、元禄14年（1701年）10月25日には綱近から1万石を分与されて松江新田藩主となり、同年12月6日には従五位下・民部少輔に叙任された。綱近には世継ぎとなる子が夭折しておらず、自らも眼病を患ったため、元禄17年（1704年）2月23日に近憲を世継ぎとした。
宝永元年（1704年）5月29日、兄の隠居に伴い家督を相続した。同年6月5日に出羽守に遷任する。同年11月13日、5代将軍・徳川綱吉から偏諱を授かり、近憲から吉秀（よしひで）と改名（する時期・理由不明ながら後に「之」を加えた吉透（よしとお）に改名）。さらに従四位下に昇叙し、侍従を兼任した。しかし家督相続から1年後の翌宝永2年（1705年）9月6日、江戸で死去した。享年38。跡を次男の宣維が継いだ。

## 系譜
- 父：松平綱隆（1631-1675）
- 母：養法院 - 平賀氏
- 養父：松平綱近（1659-1709）
- 正室：清寿院 - 松平昌勝娘
  - 次男：松平宣維（1698-1731）
- 側室：内田氏